# Denotacja
Denotacja – zakres danej nazwy N (jej ekstensja), tj. zbiór jej desygnatów, czyli obiektów, o których powiedzenie „To jest N” będzie zdaniem prawdziwym.  
Denotacją nazwy „kot” jest zbiór wszystkich (przeszłych, obecnych i przyszłych) kotów.